# Lanice
Lanice (Λανίκη), também chamada Hellanike ou Alacrinis, filha de Dropidas, era a irmã de Clito, o Negro, e a enfermeira de Alexandre, o Grande. Ela nasceu, provavelmente, pouco depois de 380 a.C.; pois ela é mencionada como a mãe de Proteas e dois outros filhos que morreram no Cerco de Mileto em 334 a.C. Seu marido pode ter sido Andrônico de Olinto.